# ソフトボール女子ニュージーランド代表
ソフトボール女子ニュージーランド代表は、ソフトボール・ニュージーランドによって編成されるニュージーランドの女子ソフトボールのナショナルチーム。

## 成績

### 世界レベル

#### オリンピック
| 開催年 | 開催地     | 結果 | 備考 |
| ------ | ---------- | ---- | ---- |
| 1996   | アトランタ | －   |      |
| 2000   | シドニー   | 6位  |      |
| 2004   | アテネ     | －   |      |
| 2008   | 北京       | －   |      |
| 2021   | 東京       | －   |      |

#### 世界選手権/ワールドカップ
| 開催年  | 開催地             | 結果   | 備考     |
| ------- | ------------------ | ------ | -------- |
| 1965    | メルボルン         | 4位    |          |
| 1970    | 大阪               | 7位    |          |
| 1974    | ストラトフォード   | 9位    |          |
| 1978    | サンサルバドル     | 3位    |          |
| 1982    | 台北               | 優勝   |          |
| 1986    | オークランド       | 3位    |          |
| 1990    | ノーマル           | 準優勝 |          |
| 1994    | セントジョンズ     | 6位    |          |
| 1998    | 富士宮             | 11位   |          |
| 2002    | サスカトゥーン     | 6位    |          |
| 2006    | 北京               | 11位   |          |
| 2010    | カラカス           | 12位   |          |
| 2012    | ホワイトホース     | 13位   |          |
| 2014    | ハールレム         | 8位    |          |
| 2016    | サレー             | 8位    |          |
| 2018    | 千葉               | 13位   |          |
| 2022    | バーミングハム     | －     | [ 注 2 ] |
| 2023/24 | ウーディネ 他2ヵ国 | GS敗退 | [ 注 5 ] |